# Corinna Ulcigrai
Corinna Ulcigrai (3 de gener de 1980, Trieste) és una matemàtica italiana que treballa en sistemes dinàmics. Ulcigrai és especialment coneguda per, l'any 2013 i juntament amb Krzysztof Frączek, demostrar que en el model d'Ehrenfest (una abstracció matemàtica de billars amb una varietat infinita d'obstacles rectangulars, utilitzada per modelalr la difusió dels gasos) la majoria de trajectories no són ergòdiques.
Va obtenir el doctorat l'any 2007 a la Universitat de Princeton amb Iàkov Sinai com a tutor. Ha treballat a la Universitat de Bristol, al Regne Unit. I és actualment professora a la Universitat de Zúric, a Suïssa. Va guanyar el Premi de la Societat Europea de Matemàtiques l'any 2012, i el Premi Whitehead l'any 2013. El 2020, Ulcigrai va ser la guanyadora del Premi Michael Brin en Sistemes Dinàmics, "per la seva feina fonamental en la teoria ergòdica de fluxos localment hamiltonians en superfícies, de fluxos de translació en superfícies periòdiques i models lliures de vent, i la seva gran tasca en generalitzacions de gèneres superiors d'espectres de Markov i Lagrange".